# HPW ou Anatomie d'un faussaire

HPW ou Anatomie d'un faussaire est un film français réalisé en 1971 par Alain Boudet pour la télévision.

## Synopsis
Hugo-Paul de Weydroos, faussaire qui réussit à mystifier les experts les plus renommés, est un garçon séduisant, non sans talent mais paranoïaque et mégalomane. Il vit une enfance, dans le Paris des années 1920, bouleversée par son amour du dessin et de la peinture contrarié par une mère abusive. Livré à ses propres fantasmes, le héros se livre à l'introspection la plus déréglée et finira par se consumer lui-même pour devenir la réincarnation de celui qu'il s'efforce de copier : Hans Pauli Weyergans, peintre du XVIIIe siècle.

## Fiche technique
- Scénario : Christian-Daniel Watton et Alain Boudet
- Chef-opérateur : Georges Leclerc
- Costumes : Christiane Coste
- Musique de Dino Castro dirigée par André Girard
- Production : ORTF
- Genre : Comédie
- Durée : 84 minutes
- Date de diffusion : 24 juillet 1971

## Distribution
- Vania Vilers : Hugo-Paul de Weydroos
- Jean-Baptiste Chardin : Hans Pauli Weyergans
- Catherine Jacobsen : Lorraine
- Nita Klein : Cécile
- Éric Baugin : l'enfant rouge
- Jacqueline Dane : la mère
- Marc Fayolle : l'avocat
- Robert Bazil : le juge d'instruction
- Raoul Saint-Yves : le policier
- Jean Martin : Bjorn
- Jean-Marie Proslier : Croisset